# 삼성 갤럭시 A03
삼성 갤럭시 A03(Samsung Galaxy A03)은 삼성전자가 2021년 11월에 공개한 안드로이드 스마트폰이다.